# Christian Chalmin
Pour les articles homonymes, voir Chalmin.
Christian Chalmin est un éditeur français, né à Autry-Issards (Allier) en 1947. Il a été maire d'Autry-Issards de 1989 à 1995.

## Biographie
En 1985, Christian Chalmin a repris Aventures et Voyages après avoir dirigé la collection Harlequin. Il tenta de moderniser l'image graphique des revues ainsi qu'une intégration du matériel Marvel comme Conan le barbare. Dès 1987, il cède l'entreprise. Nanti d'un solide carnet d'adresses, Christian Chalmin a longtemps collaboré avec Jimmy Goldsmith en Angleterre.
Christian Chalmin possède le château de Lafont à Broût-Vernet (Allier).